# 다이애나 더글러스

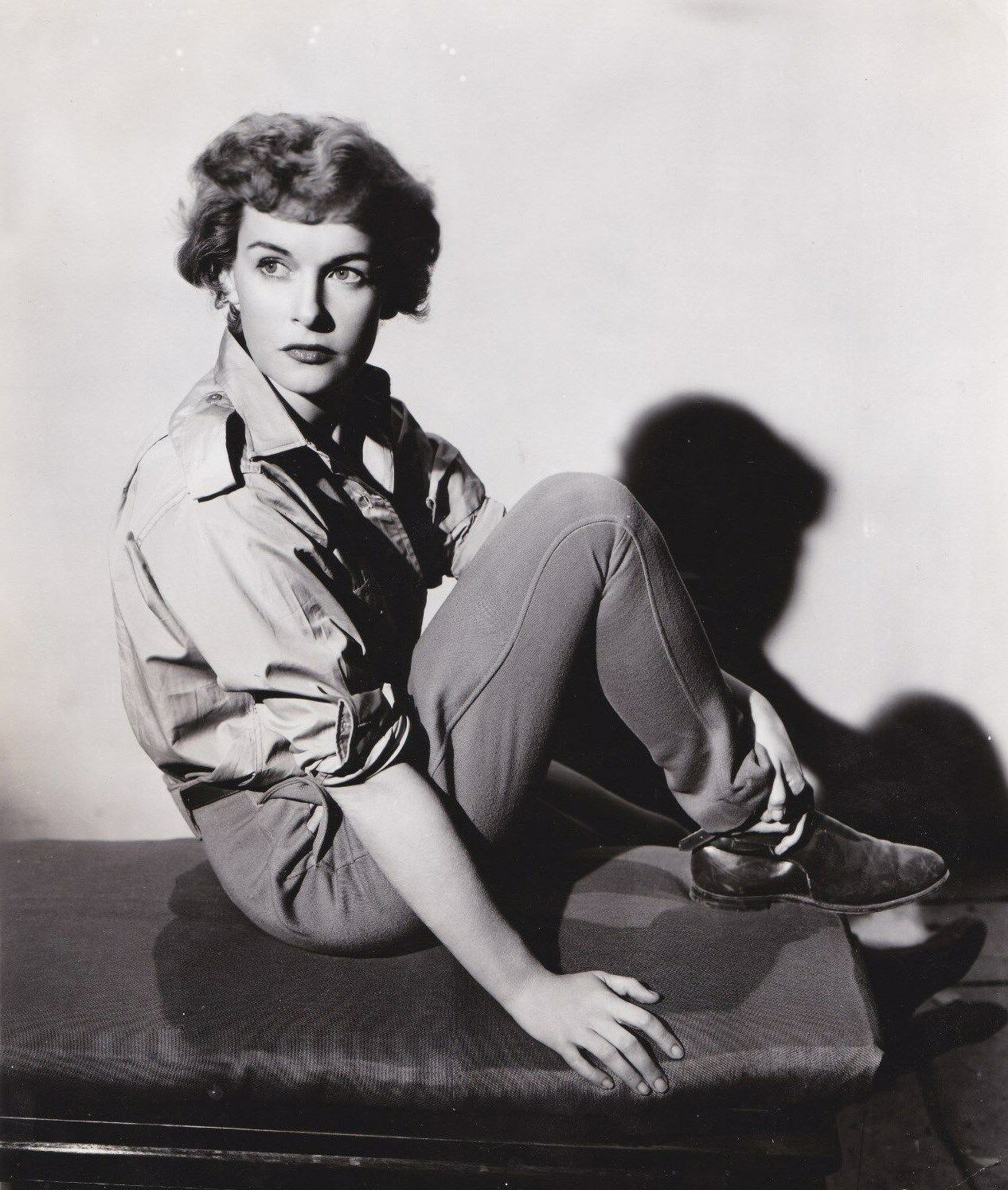
다이애나 더글러스 (1950년)

다이애나 러브 웹스터(Diana Love Webster, 혼전 성씨: 딜(Dill), 과거의 혼전 성씨: 더글러스(Douglas), 대리드(Darrid), 1923년 1월 22일 ~ 2015년 7월 3일)는 미국의 배우이다.

## 생애
다이애나 더글러스는 1923년 1월 22일에 버뮤다 데번셔 교구에서 해군 중령으로 복무했던 토머스 멜빌 딜과 미국 뉴저지 출신의 버뮤다인인 루스 러펄지 부부의 딸로 태어났으며 미국 드라마 예술 아카데미를 졸업했다. 1942년에 개봉된 영화 《불꽃의 수호자》에서 단역 배우로 출연하면서 데뷔했고 1943년 5월 3일에 발행된 잡지 《라이프》에서는 아버지와 함께 표지 모델로 출연했다.
다이애나 더글러스는 1955년에 개봉된 영화 《인디언 파이터》에서 수전 로저스 역할을 맡았으며 1987년에 개봉된 영화 《자동차 대소동》에서 페그 역할을 맡았다. 1960년대와 1970년대에 걸쳐 미국의 텔레비전 드라마에 출연하면서 명성을 높였고 《우리 생애 나날들》에서 마사 에번스 역할을 맡았다. 22편에 달하는 장편 영화, 60편이 넘는 텔레비전 시리즈에 출연했으며 2003년에 개봉된 영화 《더글라스 패밀리》에서는 전 남편인 커크 더글러스, 아들인 마이클 더글러스, 손자인 캐머런 더글러스와 함께 출연했다.
다이애나 더글러스는 1943년 11월 2일에 미국 드라마 예술 아카데미 동문이기도 한 배우인 커크 더글러스와 결혼하여 1951년에 이혼했는데 슬하에 아들 마이클 더글러스, 조엘 더글러스를 두었다. 1956년에는 빌 대리드와 결혼하여 1992년에 사별했고 2002년에는 도널드 웹스터와 결혼했다. 다이애나 더글러스는 유방암 생존자였지만 2008년에 은퇴했고 2015년 7월 3일에 사망했다.